# Paratendipes pulchripennis
Paratendipes pulchripennis är en tvåvingeart som först beskrevs av Jean-Jacques Kieffer 1921.  Paratendipes pulchripennis ingår i släktet Paratendipes och familjen fjädermyggor.
Artens utbredningsområde är Filippinerna. Inga underarter finns listade i Catalogue of Life.